# Вимперк
Вимперк (чеш. Vimperk) град је у Чешкој Републици. Град се налази у управној јединици Јужночешки крај, у оквиру којег припада округу Прахатице.

## Становништво
Према подацима о броју становника из 2014. године град је имао 7.602 становника.